# Telecentro

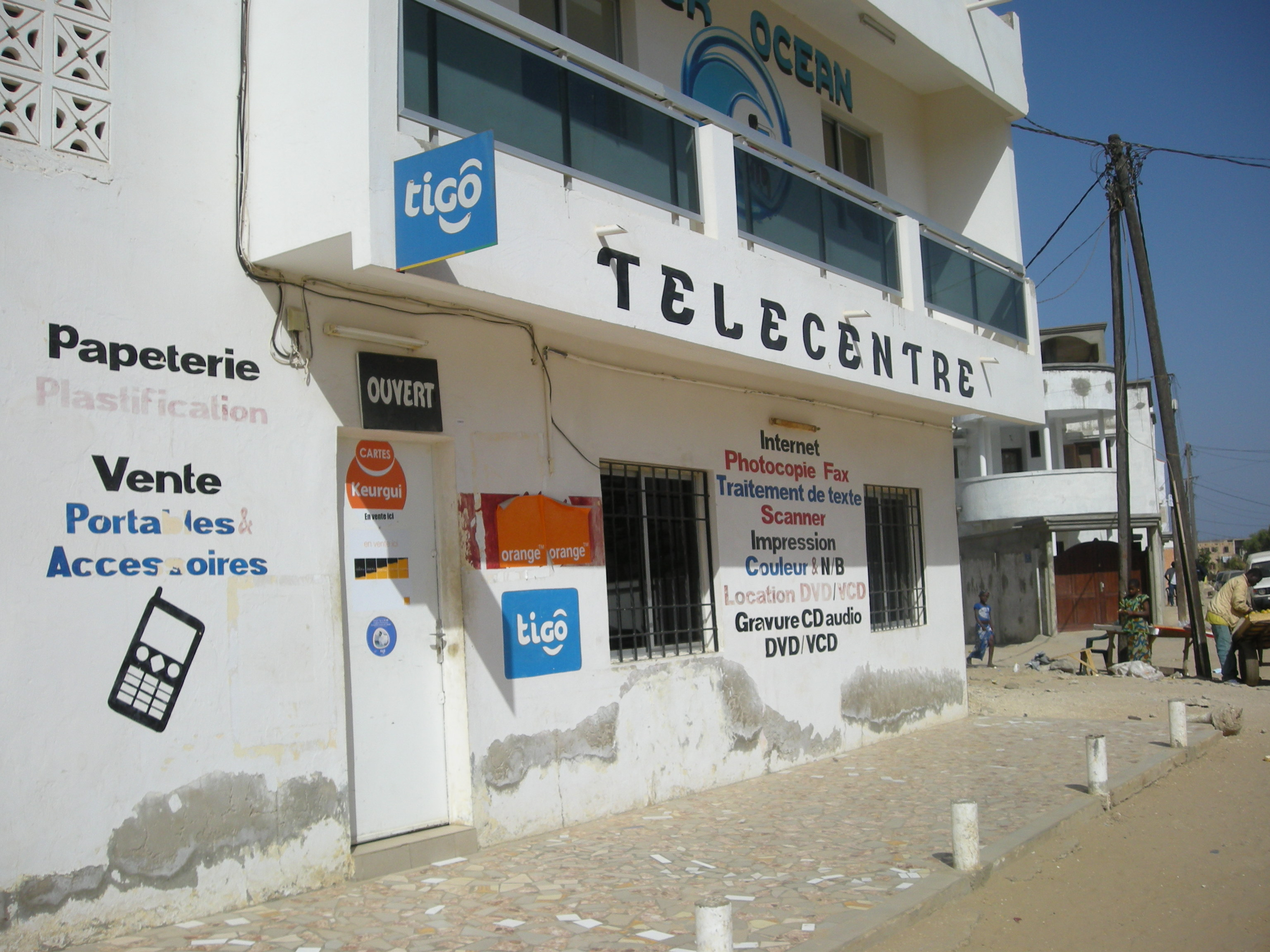
Telecentre in Senegal

Telecentros (oder Infocentros) sind vor allem in Südamerika und Afrika errichtete, öffentlich zugängliche Räumlichkeiten, in denen etwa ein bis zwei Dutzend Computer mit Breitbandanschluss installiert sind. Sie dienen der Überbrückung der digitalen Kluft, und zwar nicht nur in allgemein ärmeren Gebieten und Stadtteilen, sondern vor allem dort, wo die Unterschiede zwischen arm und reich besonders groß sind.
In Telecentros durchgeführte Projekte sind unter anderem das künstlerische Recycling von alten Computern bzw. deren Aufbereitung für den Wiedereinsatz, die Installation von lokalen Funknetzen in den Favelas, die Durchführung von Lehrgängen und ein Informationsangebot, welches stark in die Programme der digitalen und sozialen Einbindung integriert ist.
Die Nutzung der Telecentros ist kostenlos, und ihre Programmgestaltung obliegt einem gewählten Rat, der auch aus Vertretern der Bevölkerung besteht. Es wird fast immer freie Software eingesetzt, so beispielsweise die angepasste Linux-Distribution Sacix.
Die größte Ansammlung von Telecentros gibt es in São Paulo. Über 650.000 Nutzer zählen die dortigen 121 Einrichtungen. Hingegen wurden im Mai 2005 die Telecentros in der Stadt Porto Alegre geschlossen, wobei die Entscheidung stark kritisiert wurde und wohl noch nicht endgültig ist.